# Батервил (Орегон)
Батервил (енгл. Butteville) насељено је место без административног статуса у америчкој савезној држави Орегон.

## Демографија
По попису из 2010. године број становника је 265, што је 28 (-9,6%) становника мање него 2000. године.
| Група             | 2000.       | 2010.       |
| Белци             | 278 (94,9%) | 257 (97,0%) |
| Афроамериканци    | 0 (0,0%)    | 2 (0,8%)    |
| Азијати           | 1 (0,3%)    | 0 (0,0%)    |
| Хиспаноамериканци | 8 (2,7%)    | 6 (2,3%)    |
| Укупно            | 293         | 265         |